# Nephodia mitellaria
Nephodia mitellaria là một loài bướm đêm trong họ Geometridae.